# Ephestia kuehniella
Pyrale de la farine, Teigne de la farine, Papillon gris de la farine, Pyrale de Kühn
Pour l'autre espèce appelée « Pyrale de la farine », voir Pyralis farinalis.
Espèce
Synonymes
- Ephestia fuscofasciella Ragonot, 1887
- Ephestia gitonella Druce, 1896
- Homoeosoma ischnomorpha Meyrick, 1931
- Anagasta kuehniella (Zeller, 1879)

Ephestia kuehniella, couramment appelée la Pyrale de la farine, la Teigne de la farine, le Papillon gris de la farine ou la Pyrale de Kühn, est une espèce de lépidoptères (papillons) de la famille des Pyralidae.
C'est une « mite alimentaire », dont les chenilles s'attaquent essentiellement à la farine, aux grains de céréales (blé, maïs, riz), à la semoule, aux flocons d'avoine, au muesli, aux biscuits, pâtes alimentaires et même au chocolat, plus rarement aux fruits desséchés (raisins, figues, abricots). Elles sont capables de percer un emballage peu épais.
Elles infestent également les céréales entreposées en vrac, mais seulement les couches superficielles.

## Morphologie
L'imago (insecte adulte) a une petite tête globuleuse et fait 20 à 25 mm d'envergure. Les ailes antérieures sont grisâtres et satinées, avec des points noirs, les ailes postérieures, finement frangées, sont blanchâtres. 

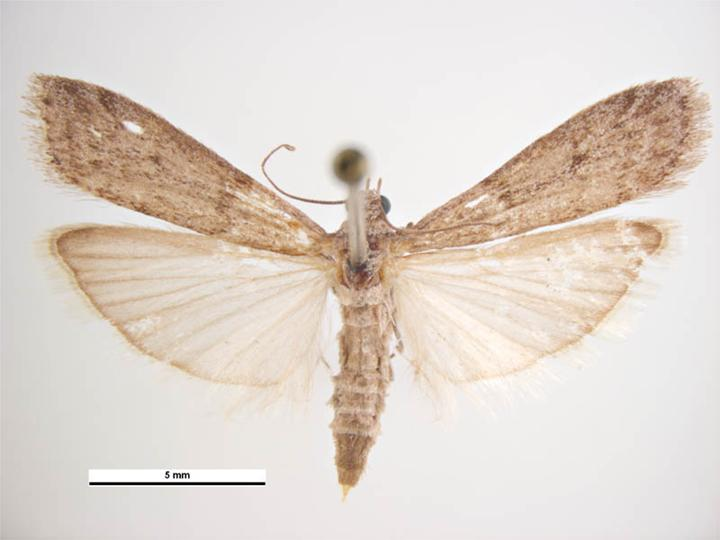
Dessus d'un imago femelle.
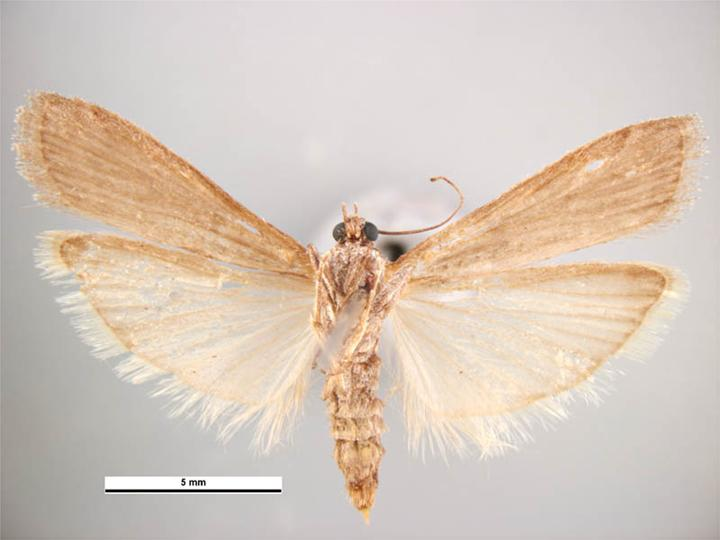
Revers d'un imago femelle.
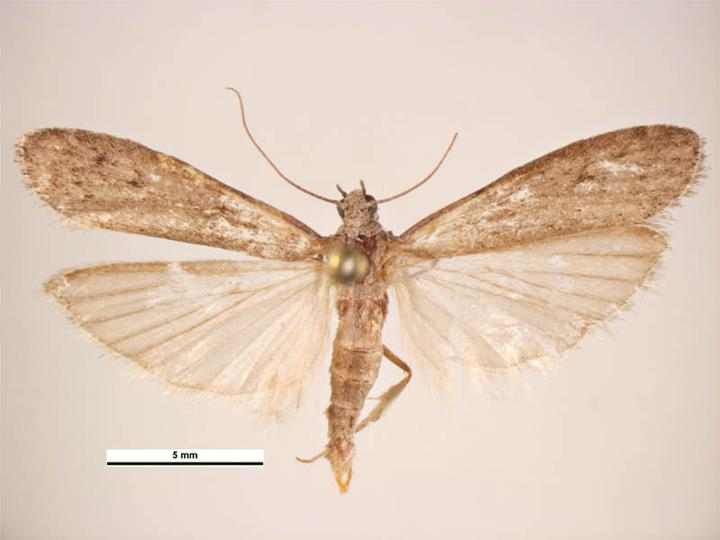
Dessus d'un imago mâle.
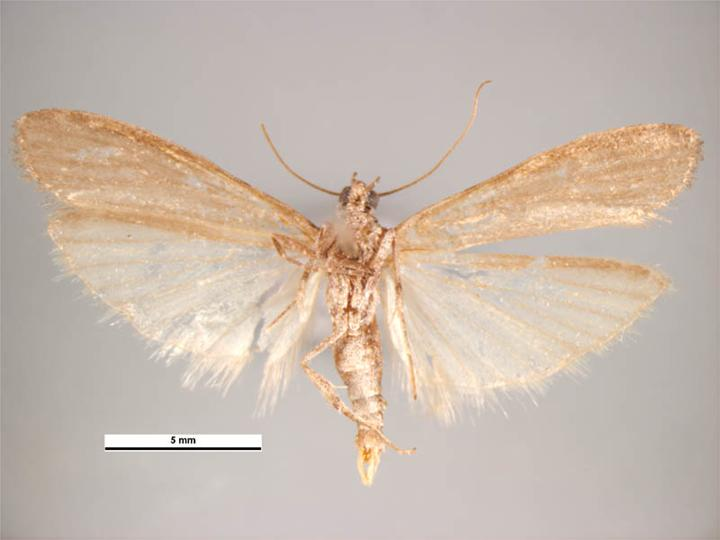
Revers d'un imago mâle.

## Biologie
La durée totale du cycle biologique varie de 25 à 30 jours. 
La ponte – 200 à 300 œufs blancs et de forme elliptique – débute juste après l'accouplement. 
Puis 4 jours après, les larves naissent. À son premier stade, la chenille, blanche tirant sur le rosé, mesure 1 à 1,5 mm, et se déplace d'environ 5 cm par minute (soit environ 3 mètres en une heure) ; après ses mues, elle atteint 15 à 20 mm au stade final et peut parcourir jusqu'à 40 m. Elle se dirige en général vers les endroits sombres et en hauteur, souvent de bas en haut. 
L'imago (insecte adulte) vit jusqu'à deux semaines, il est sensible au froid (mais l'hiver, il reste vivant jusqu'à -10 voire -15 C° en hibernation, jusqu'au retour du printemps et des températures positives).

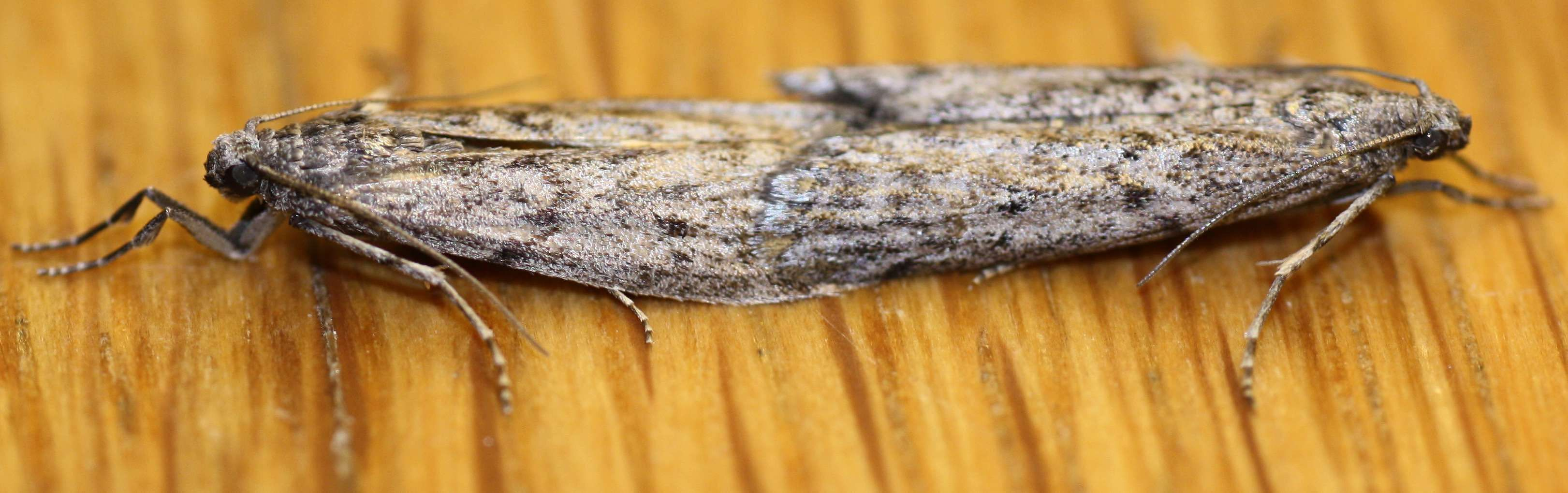
Accouplement.
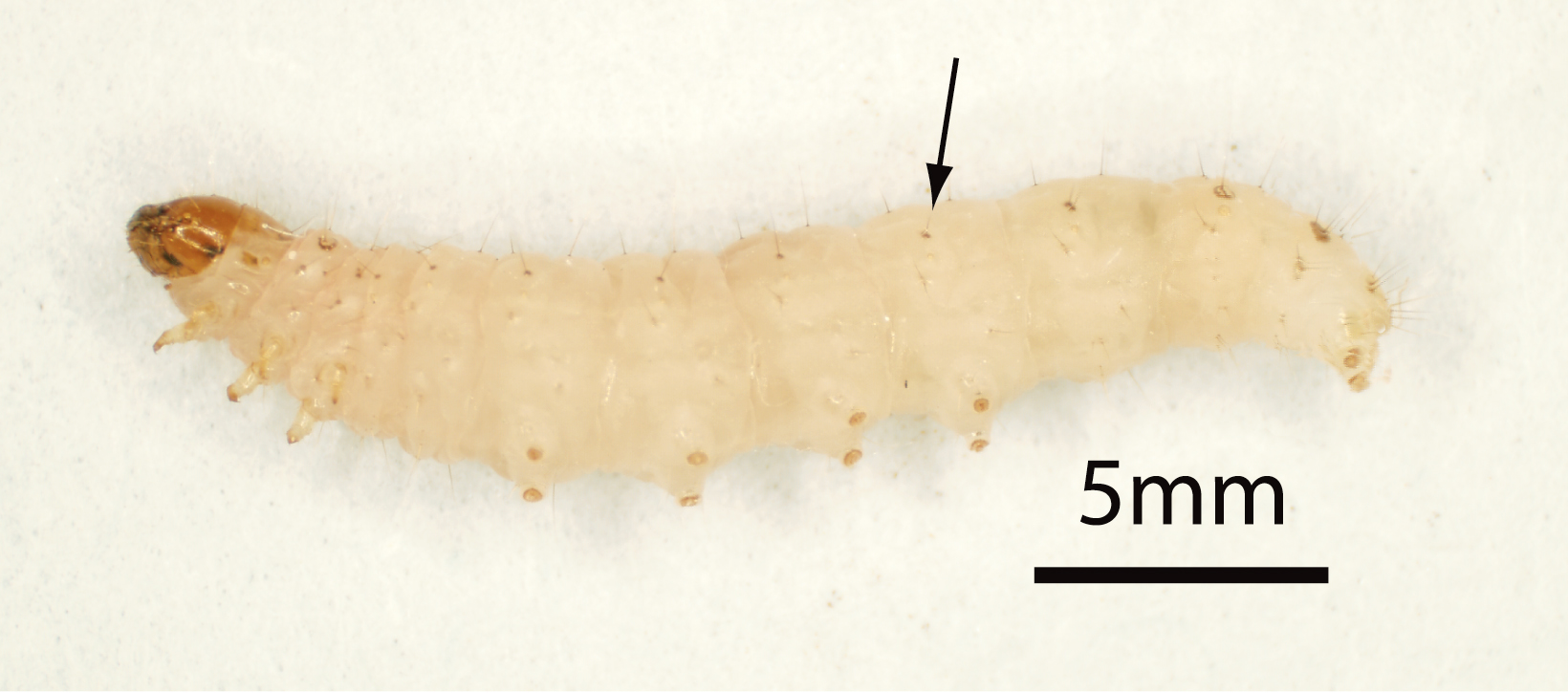
Chenille.

Dans les lieux chauffés, faute d'hibernation ou de vie ralentie, il peut naître 3 à 6 générations par an, voire davantage.
Cet insecte, très facile à élever en laboratoire sur de la semoule de blé dur, a servi à produire des œufs pour des élevages expérimentaux de plusieurs insectes oviphages, tels que l'Anthocoridae Orius niger.
La lutte biologique utilise des pièges à phéromones et des parasitoïdes tels que les trichogrammes (hyménoptères) qui éliminent les mites en les parasitant. Notamment, Trichogramma evanescens (en) pond dans les œufs d'Ephestia kuehniella, et Habrobracon hebetor (en) paralyse la larve d'une piqûre avant d'y pondre.